# Jonathan Edwards (teolog)
Jonathan Edwards (ur. 5 października 1703 w East Windsor, zm. 22 marca 1758 w Princeton) – amerykański kolonialny kaznodzieja protestancki nurtu kongregacjonalistycznego, teolog i ewangelista. Kluczowa postać ewangelikalizmu. Uważany za najwybitniejszego amerykańskiego teologa. Zasłynął jako jeden z najbardziej wszechstronnych amerykańskich teologów i filozofów oświecenia. Jego dorobek obejmuje bardzo różne dziedziny, jednak Edwardsa najczęściej kojarzy się z obroną teologii kalwinistycznej, metafizyką teologicznego determinizmu oraz dziedzictwem purytańskim. W swoim słynnym kazaniu Grzesznicy w rękach rozgniewanego Boga położył nacisk na gniew Boga wobec grzechu. Edwards skontrastował tu wizję surowego Boga z tezą o Bogu-zbawicielu. Siła oddziaływania niektórych kazań była tak dotkliwa, że niektórzy słuchacze mdleli. Przykre reakcje słuchaczy na słowa kaznodziei wywołały kontrowersje wokół „cielesnych skutków” obecności Ducha Świętego.

## Młodość
Był synem Timothy’ego Edwardsa (1668–1759), pastora w East Windsor w stanie Connecticut (obecnie South Windsor), który dorabiał udzielając korepetycji uczniom koledżu. Matka Edwardsa, Esther Stoddard, córka wielebnego Solomona Stoddarda, uważana była za osobę obdarzoną rzadkimi przymiotami moralnymi i niezależnością charakteru.
Jonathan, był jedynym synem spośród jedenaściorga dzieci (miał 6 młodszych i 4 starsze siostry). Do koledżu został przygotowany przez ojca i starsze siostry. Wszystkie z nich były znakomicie wykształcone. W wieku dziesięciu lat Edwards napisał pół-humorystyczny traktat na temat niematerialności duszy. Interesował się dziejami przyrody. W wieku 11 lat napisał esej o zachowaniach „latającego pająka”.
W 1716, w wieku niespełna 13 lat, został przyjęty na Uniwersytet Yale. Rok później zapoznał się z Rozważaniami dotyczącymi rozumu ludzkiego, autorstwa Johna Locke’a, który miał na niego znaczny wpływ. W czasie studiów prowadził notesy oznaczone tytułami Umysł (The Mind), Nauki przyrodnicze (Natural Science) (zawierające rozprawę nt. teorii atomistycznej), Księgi święte (Scriptures) oraz Rozmaitości (Miscellanies). Edwards planował pracę nad filozofią umysłu; opracował sobie ramy kompozycyjne rozprawy na ten temat. Jeszcze przed ukończeniem studiów, we wrześniu 1720, miał dość dobrze sprecyzowaną filozofię. Po zakończeniu nauki na Uniwersytecie Yale spędził kolejne dwa lata nad studiami teologicznymi w New Haven.
Przez osiem miesięcy, na przełomie lat 1722 i 1723, pełnił tymczasową posługę duchownego (z prawem do głoszenia kazań, ale jeszcze bez święceń na pastora) w kościele prezbiteriańskim w Nowym Jorku. Zbór prosił go po zakończeniu tego okresu o pozostanie, jednak Edwards odmówił. Po dwóch latach nauki w domu (1724–1726), został on jednym z dwóch wykładowców na Uniwersytecie Yale. Dzięki nieugiętej lojalności wobec uczelni oraz jej ortodoksyjnego nauczania, zyskał on sobie miano „filaru” tej uczelni (podczas gdy nawet rektor Timothy Cutler przeniósł się do Kościoła Episkopalnego). Lata 1720–1726 zostały częściowo opisane w jego pamiętniku oraz w wytycznych dla własnego postępowania, które w tym czasie sporządził. Przez długi czas zajmował się badaniem problemu zbawienia i nie był w pełni przekonany co do swego nawrócenia, aż do ostatniego roku nauki w kolegium, gdy opuściło go uczucie, że wybór niektórych ludzi do zbawienia a innych do wiecznego potępienia jest „okrutną doktryną”. Wskutek przeżytego doświadczenia uznał to nawet za „akt niezmiernie miły, jasny i słodki”. Radość zaczęło sprawiać mu podziwianie piękna przyrody. Rozkoszował się alegoryczną interpretacją „Pieśni nad Pieśniami” Salomona. Zrównoważenie tych mistycznych doznań jest najsolidniejszym fundamentem jego Postanowień, w których propaguje niemal ascetyczną gorliwość we wstrzemięźliwości i prowadzeniu surowego życia. By nie marnować czasu, proponował przestrzegać ścisłego umiaru w jedzeniu i piciu.
15 lutego 1727 Edwards otrzymał ordynację na pastora w Northampton. Został zastępcą swojego dziadka, Solomona Stoddarda. Obowiązkowo musiał uczyć się przez trzynaście godzin dziennie. W tym samym roku poślubił Sarę Pierpont. Miała ona wówczas siedemnaście lat. Była córką Jamesa Pierponta (1659–1714), założyciela Collegiate School of Connecticut. Już wtedy, gdy Sarah Pierpont miała lat trzynaście, Edwards wiedział o jej pobożności i ogromnej miłości do Boga. Podobno wierzyła ona również, że Bóg darzy ją miłością osobistą. Edwards opisał jej przypadek z duchowym entuzjazmem. Wykazywała ona pogodne i wesołe usposobienie. Była poza tym praktyczną gospodynią, przykładną żoną i matką jedenaściorga dzieci. Solomon Stoddard zmarł 11 lutego 1729 zostawiwszy swemu wnukowi trudne zadanie – samodzielnego sprawowania posługi pastora w największej i najbogatszej kongregacji w kolonii. Kongregacja ta cieszyła się bardzo dobrą reputacją.

## Wielkie przebudzenie
8 lipca 1731 Edwards wygłosił w Bostonie tak zwany wykład publiczny, który został później opublikowany pod tytułem Bóg pochwalony – w uniżoności człowieka. Kazanie to było pierwszym publicznym atakiem na arminianizm. Przewodnią myślą wykładu była całkowita władza Boga w dziele zbawienia. Chociaż Bogu zależało na uczynieniu człowieka czystym i bezgrzesznym, to już od jego „dobrej woli” oraz od jego „dobrowolnej łaski” zależało obdarzenie danej osoby wiarą niezbędną, by zbliżyć ją do świętości. Według Edwardsa Bóg może odmówić komuś tej łaski bez utraty żadnego ze swych boskich przymiotów. W 1733 w Northampton rozpoczął się okres odrodzenia religijnego. Nowy prąd zyskał taką intensywność, że zimą 1734 oraz wiosną następnego roku, zagroził on interesom miasta. W ciągu sześciu miesięcy, blisko trzysta osób przyjęto na łono Kościoła. Odrodzenie religijne dało Edwardsowi szansę zbadania procesu nawrócenia w każdej z jego faz i w każdym rodzaju. Z psychologiczną szczegółowością zapisał on swoje obserwacje w Wiernej opowieści o zdumiewającym bożym dziele nawrócenia setek dusz w Northampton (1737). Rok później wydał Dyskursy na różne ważne tematy – zbiór pięciu kazań, które skutecznie przyczyniły się do odrodzenia religijnego. Najskuteczniejszy był dyskurs pt. Boża sprawiedliwość w potępieniu grzeszników z tekstem Każde usta mogą zostać uciszone. Kolejne kazanie, opublikowane w 1734 pt. Rzeczywistość duchowej światłości dotyczyło podstawowej reguły odrodzenia duchowego – doktryny specjalnej łaski nagłego, nadprzyrodzonego boskiego oświecenia duszy.
Na wiosnę 1735 ruch zaczął słabnąć – ale okres reakcji był krótki. W latach 1739 i 1740, po odrodzeniu w Northampton, które wkrótce rozprzestrzeniło się na całą dolinę Connecticut i o którym wieści dotarły do Anglii i Szkocji, nastąpiło pod przewodnictwem Edwardsa tak zwane wielkie przebudzenie. W tym czasie Edwards zapoznał się z George’em Whitefieldem. W 1741 w Connecticut Edwards wygłosił swoje najsłynniejsze kazanie, pod tytułem Grzesznicy w rękach rozgniewanego Boga. Wydanie pisemne kazania było wielokrotnie wznawiane jako przykład kaznodziejstwa „ognia i siarki” w społecznościach kolonialnych.
Ruch napotkał na sprzeciw konserwatywnych pastorów kongregacji. W 1741 Edwards opublikował obronę ruchu odrodzeniowego Rozpoznawanie znaków działalności Ducha Bożego. W traktacie tym położył szczególny nacisk na najostrzej krytykowane zjawiska: omdlenia, wybuchy krzyku i konwulsje. Wyjaśniał on, że tych „efektów cielesnych” działalności Ducha Bożego nie da się w konkretny sposób zinterpretować. W bardziej surowych kościołach purytańskich nastroje wobec fenomenu odrodzenia były tak nieprzychylne, że w 1742 Edwards postanowił napisać drugą obronę pt. Rozważania nad Odrodzeniem w Nowej Anglii. Jego głównym argumentem był rozwój moralny kraju. Bronił poza tym odwołania do uczuć oraz stosowania nauczania przez strach w stosunku do dzieci, które z bożego punktu widzenia jeśli nie należą do Chrystusa, są zwyczajnymi młodymi żmijami. Przypadki „skutków cielesnych” przypisał rzeczywistej działalności Boga. Mistyczna dewocja Edwardsa i doświadczenia jego żony w czasie Przebudzenia (które opisuje on szczegółowo) skłoniły go ku poglądowi, że Duch Boży w czasie nawiedzenia człowieka przejmuje kontrolę nad jego ciałem. Na poparcie swojej teorii Edwards cytował Pismo Święte. W 1743, w odpowiedzi na pisma Edwardsa, Charles Chauncy wydał Stosowne przemyślenia na temat stanu religii w Nowej Anglii. W tym samym roku anonimowo opublikował Rozważania na temat ostatniego poruszenia religijnego w Nowej Anglii. W tych dwóch dziełach przekonywał on, że jedynym sprawdzianem ludzkiego nawrócenia jest postępowanie człowieka. Kongres generalny pastorów prowincji Zatoka Massachusetts protestował przeciwko „nieporządkowi w praktykach religijnych, który ostatnio występuje w różnych częściach kraju”.
Mimo udanego pamfletu Edwardsa w okolicy rozpowszechniło się wrażenie, że inspiratorzy wielkiego przebudzenia uważają „cielesne skutki” działania Ducha Bożego za wiarygodne i dostateczne przejawy nawrócenia. Dla sprostowania w latach 1742 i 1743 Edwards nauczał mieszkańców w Northampton w serii kazań opublikowanych w zbiorze pt. Uczucia religijne (1746), ponownie objaśniając, w bardziej filozoficznym i ogólnym tonie, swoją ideę „rozpoznawania znaków”. W 1747 Edwards przyłączył się do zawiązanego w Szkocji towarzystwa, zwanego „wspólnotą w modlitwie”. W tym samym roku wydał Skromną próbę krzewienia szczerego porozumienia i widocznej wspólnoty Ludu Bożego w nadzwyczajnej modlitwie o odrodzenie religijne oraz nastanie Królestwa Chrystusowego na Ziemi. W 1749 opublikował wspomnienie o swoim przyjacielu, Davidzie Brainerdzie, który przez kilka miesięcy mieszkał z jego rodziną i który zmarł w Northampton w 1747. Brainerd spotykał się z córką Edwardsa, Jerushą i prawdopodobnie miał się z nią zaręczyć, chociaż nie ma na to niepodważalnych dowodów. W trakcie rozwijania swoich teorii na temat nawrócenia, Edwards „wykorzystywał” pastora Brainerda jako „przedmiot swoich badań”. Sporządzał dla siebie obszerne notatki na temat nawrócenia i spowiedzi niedoszłego zięcia.

## Nauka i estetyka
Edwards fascynował się odkryciami Izaaka Newtona i innych naukowców jego epoki. Zanim podjął pracę pastora w Northampton „na pełnym etacie”, pisał prace na tematy związane z filozofią przyrody, traktujące m.in. o „latających pająkach”, świetle i optyce. Niepokoił się przy tym z powodu oddzielania materializmu od wiary przez niektórych współczesnych mu naukowców. Edwards uważał, że prawa przyrody pochodzą od Boga i świadczą o jego mądrości oraz trosce o świat. Dlatego odkrycia nauki nie szkodziły jego wierze. Nie widział on sprzeczności pomiędzy światem duchowym a materialnym.
Edwards pisał również kazania i traktaty filozoficzne sławiące Boga oraz podkreślające znaczenie estetyki w życiu duchowym. Pod względem poglądów na ten temat, wyprzedził on dwudziestowieczny prąd w estetyce teologicznej, reprezentowany m.in. przez Hansa Ursa von Balthasara.
W 1748 nastąpił kryzys w relacjach Edwardsa z kongregacją. Połowiczne Przymierze, przyjęte przez synody z lat 1657 i 1662, uczyniło chrzest wystarczającym warunkiem do otrzymania cywilnych przywilejów członkostwa w Kościele, ale nie – do uczestnictwa w sakramencie eucharystii.
Solomon Stoddard, dziadek Edwardsa i jego poprzednik na stanowisku pastora, był od niego bardziej liberalny, gdyż uważał przyjęcie eucharystii za dowód nawrócenia. Natomiast chrzest traktował jako upoważnienie do przyjmowania wszelkich sakramentów Kościoła. Już w 1744 Edwards w swoich kazaniach na temat Uczuć Religijnych jednoznacznie oznajmił swoją niechęć wobec tych praktyk. W tym samym roku, w trakcie zjazdu kościelnych dostojników, wymienił nazwiska młodych ludzi, członków Kościoła, których oskarżano o czytanie zakazanych książek oraz nazwiska świadków w tej sprawie. Często kwestionowano fakt, że nazwiska oskarżonych i świadków znalazły się na liście, i że wywołało to wśród kongregacji wzburzenie. Jednak badania prowadzone przez Patricię Tracy podały w wątpliwość tę wersję wydarzeń. Tracy twierdziła, że na liście odczytanej przez Edwardsa zostały wymienione nazwiska konkretnych osób. Oskarżonych ostatecznie ukarano raczej za brak szacunku wobec śledczych niż za pierwotny występek. W każdym razie, incydent w czasie kazania tylko pogorszył stosunki pomiędzy Edwardsem a kongregacją. W okresie znacznego wzburzenia kulturowego, Edwards związał się ze „starą gwardią”.
Nauczanie Edwardsa stało się niepopularne. Przez cztery lata praktycznie nikt nie pojawiał się w zborze. Gdy w 1748 pewna osoba zdecydowała się odwiedzić miejsce kultu, Edwards poddał ją subtelnemu sprawdzianowi, jak to później opisał w Rozpoznawaniu Znaków i w Warunkach pełnego uczestnictwa w komunii (1749). Kościół odwrócił się od Edwardsa, nie akceptował jego twierdzeń. Nie zezwolono mu nawet na wyjaśnienie jego poglądów z ambony. Mógł publicznie wypowiadać się tylko w czwartkowe popołudnia. Frekwencja na jego kazaniach wciąż była spora, ale nie uczestniczyli w nich członkowie jego własnej kongregacji. Kwestię komunii, pomiędzy pastorem a ludem, miała rozstrzygnąć powołana w tym celu rada. Kongregacja nominowała połowę składu rady, a drugą połowę wybrał Edwards. Kongregacja ograniczyła obszar wyboru do terytorium jednego hrabstwa, gdzie większość duchownych opowiadała się przeciwko Edwardsowi. Rada kościelna przegłosowała zerwanie stosunków z Edwardsem. Członkowie kościoła, w stosunku głosów 200 do 23, ratyfikowali decyzję rady. Zwołane zgromadzenie miejskie uchwaliło zakaz głoszenia kazań dla Edwardsa. Jednak pozostał on w mieście i na życzenie kongregacji nadal nauczał w kościele aż do października 1751 r. Nie okazywał on żadnej urazy ani złości. Jego Kazanie pożegnalne było poważne i stonowane. Oparł je na rozdziałach 1–14 z Drugiego Listu do Koryntian. Mówił słuchaczom o dalekiej przyszłości, gdy pastor i jego lud staną przed obliczem Boga. W późniejszym liście do Szkocji, wystosowanym po jego dymisji, Edwards wyraził swój podziw dla kościoła prezbiteriańskiego. Tłumaczył się jednak, że zmiana jego preferencji nie wynika z urazy dla kongregacji. W tym czasie stanowisko Edwardsa cieszyło się umiarkowanym poparciem w Nowej Anglii. Jego doktryna, głosząca iż eucharystia nie jest przyczyną odrodzenia duchowego i stanowiąca, że osoby przyjmujące komunię powinny być zdeklarowanymi chrześcijanami, stała się w niedługim czasie jednym z fundamentów nowo-angielskiego kongregacjonalizmu (w dużej mierze dzięki staraniom Josepha Bellamy’ego – ucznia Edwardsa).
Edwards ze swoją wielką rodziną tułali się po świecie, jednak szybko dotarło do nich wsparcie. Otrzymał on posadę w zborze Virginia w Szkocji. W 1750 odrzucił ofertę posady pastora w zborze w Stockbridge oraz udziału w misji chrystianizacyjnej wśród Indian. Edwards później nauczał Indian za pośrednictwem tłumacza. Bronił także ich interesów poprzez słowne ataki na białych urzędników, którzy wyzyskiwali Indian w celu powiększenia prywatnych majątków. W Stockbridge napisał Skromną relację, zwaną także Odpowiedzią dla Williamsa (1752), która stanowiła polemikę dla Solomona Williamsa (1700–1776), zagorzałego przeciwnika Edwardsa w kwestii warunków pełnego uczestnictwa w eucharystii. W czasie pobytu w Stockbridge napisał również kilka rozpraw, które wywarły przemożny wpływ na jego wizerunek jako teologa. Do dzieł tych należy m.in. esej o grzechu pierworodnym, Rozprawa dotycząca natury prawdziwej cnoty, Rozprawa dotycząca celu stworzenia świata przez Boga oraz słynna rozprawa na temat woli, redagowana przez cztery i pół miesiąca, i opublikowana w 1754 pod tytułem Spojrzenie na powszechne wyobrażenie o wolnej woli, którą uważa się za podstawę moralnego działania.
W 1757, po śmierci wielebnego Aarona Burra, który pięć lat wcześniej poślubił córkę Edwardsa, Esther, i który był ojcem przyszłego wiceprezydenta Stanów Zjednoczonych, Aarona Burra, Edwards niechętnie zgodził się zastąpić swojego zmarłego zięcia na stanowisku rektora kolegium w New Jersey (obecnie Uniwersytet w Princeton). Został zaprzysiężony 16 lutego 1758.
Niedługo po objęciu funkcji rektora zapadł na ospę, której epidemia rozszalała się w Princeton w prowincji New Jersey, i zmarł. Pochowano go na cmentarzu w Princeton. Pozostawił w żałobie trzech synów i osiem córek.

## Dziedzictwo
Zwolennicy i uczniowie Jonathana Edwardsa zyskali miano pastorów nowo-kalwinistycznych. Do najbardziej znanych uczniów Edwardsa należeli: Samuel Hopkins, Joseph Bellamy, Jonathan Edwards Jr oraz Gideon Hawley. Dzięki taktyce odbywania praktyk w zborach kierowanych przez pastorów staro-kalwinistycznych, zwolennicy Edwardsa wkrótce stanęli na czele większości zborów w Nowej Anglii. Wielu potomków Jonathana i Sary Edwardsów zapisało się w historii Stanów Zjednoczonych, m.in. wiceprezydent Aaron Burr oraz rektorzy uniwersyteccy: Timothy Dwight, Jonathan Edwards junior i Merrill Edwards Gates. Państwo Edwards byli również przodkami pierwszej damy Edith Roosevelt, pisarza Williama Sydneya Portera (ps. O. Henry), wydawcy Franka Nelsona Doubledaya oraz poety Roberta Lowella.
Pisma i poglądy Edwardsa do dziś wywierają wpływ na ludzi i stowarzyszenia. Misjonarze należący do Amerykańskiej Rady Komisarzy ds. Misji Zagranicznych (American Board of Commissioners for Foreign Missions, ABCFM) dużo zawdzięczali dziełom Edwardsa. Jego poglądy znalazły odbicie w tekstach publikowanych przez pismo „The Missionary Herald”, związane z ABCFM.
Amerykański historyk Perry Miller przyczynił się do odnowienia zainteresowania poglądami Edwardsa w kręgach naukowców po zakończeniu II wojny światowej.
Ewangelickie wydawnictwo Banner of Truth Trust publikuje przedruki dzieł Edwardsa. Większość z jego dzieł została również wydana przez Yale University Press. Każdą z prac amerykańskiego teologa opatrzono wstępem redakcyjnym. Uniwersytet Yale udostępnił prace Edwardsa także w Internecie. Pisarka i nauczycielka, Elisabeth Woodbridge Morris, upamiętniła swojego przodka w dwóch książkach: The Jonathon Papers (1912) oraz More Jonathon Papers (1915).
Polskie tłumaczenie antologii tekstów Edwardsa, Jonathan Edwards. Wybór Pism ukazało się w 2014 r. nakładem wydawnictwa Credo, w serii monografii Ewangelikalnej Wyższej Szkoły Teologii we Wrocławiu. Polski przekład bazuje na wydanej przez Uniwersytet Yalentologii Jonathan Edwards. Reader. Tłumaczenie pod redakcją Joela Burnella przygotowali Michał Choiński, Piotr Kwiatkowski i Zunanna Sierotnik.
W Instytucie Filologii Angielskiej Uniwersytetu Jagiellońskiego prowadzone są badania stylometryczne nad językiem kazań Edwardsa.
Część kościołów luterańskich wspomina Edwardsa jako wybitnego kaznodzieję i misjonarza w dniu 22 marca.